# 2,3,4,5,6,7,8,9-Octaméthyldécane
Le 2,3,4,5,6,7,8,9-octaméthyldécane est un alcane supérieur ramifié de formule semi-développée (CH3)2CH-[CH(CH3)]6-CH(CH3)2.
Les atomes de carbone C3 à C8 sont asymétriques et cette molécule possède un plan de symétrie passant par le milieu de la liaison C5-C6. Donc elle se présente sous la forme de plusieurs paires d'énantiomères diastéréoisomères entre elles et de plusieurs composés méso.